# ワールド・トレード・センター・メキシコシティ
ワールド・トレード・センター・メキシコシティ（World Trade Center Ciudad de México、WTC）は、メキシコのメキシコシティ、ベニート・フアレス区のナポレス地区にある複合建築物。もっとも高い建物であるトーレWTCは50階建てで、尖塔を含めて207メートルの高さがある超高層建築物である。

## 概要
ワールド・トレード・センターでもっとも有名な建物は独特な形をしたトーレWTCだが、ほかにもコンベンション・センター、カルチャーセンター、駐車場の建物、シネマコンプレックス、シアーズの入居しているショッピングセンターなどがある。トーレWTCの45階は回転レストランになっている。22階建てのホテルが建設中である。
建物はインスルヘンテス通りに面しており、メトロバスのポリフォルム駅が最寄り駅になっている。駅名は複合建築物の一部をなすシケイロス文化ポリフォルム (Polyforum Cultural Siqueiros) に由来する。

## 歴史
現在ワールド・トレード・センターのある場所はナポレス地区のラ・ラマ公園であり、ホセ・ヘロニモ・デ・ラ・ラマという不動産業者が1947年に確保しておいた土地であった。
1966年にマヌエル・スアレス・イ・スアレス (Manuel Suárez y Suárez) がこの土地を買収し、その出資でオテル・デ・メヒコというホテルの建設がはじまった。このプロジェクトはホテルだけではなく、シケイロス文化ポリフォルムほかのいくつかの施設を建設し、ビジネス・文化・旅遊・建築のハブとする目的があった。
本来は1968年メキシコシティーオリンピックに間に合わせる予定だったが、計画は遅れ、予算は超過した。ホテル本体となるはずだった超高層ビルは1972年に完成したものの現実にホテルとして使われることはなく、政治・経済的理由からポリフォルム以外の建物は未完成のまま放置された。
1980年代なかばになり、オテル・デ・メヒコ複合建築物を国際ビジネスセンターに作り変える案が浮上した。スアレスはこの案を支持した。スアレス本人は1987年に死亡したものの、部分的に公的資金をつぎこんで1992年から改築がはじまった。ホテルになる予定だった建物はオフィスビルおよびコンベンションセンターに作り変えられ、1995年にワールド・トレード・センター・メキシコシティの名で開業した。
建物の40階と41階はXHTVM Canal 40テレビ局を運営するCNIのテレビスタジオが入居している。2005年5月19日、CNIのストライキのためにこの2つの階から立ち退いた。その後の訴訟のために、この2階は未使用のまま残されている:11。
ワールド・トレード・センターにはXHFO-FMラジオ局も入居している:51。
2012年、ワールド・トレード・センターで2番目の劇場となる、7500席のペプシ・センターWTCが完成した。この劇場は主にコンサートや演劇のために使用される。